# Тит Лукреций Триципитин
Тит Лукреций Триципитин (на латински: Titus Lucretius Tricipitinus) e римски политик от началото на Римската република през 6 век пр.н.е.

## Биография
Произлиза от патрицииския род Лукреции. Брат е на Спурий Лукреций Триципитин.
Тит Лукреций е два пъти консул през 508 и 504 пр.н.е. с колега Публий Валерий Попликола. През първия си консулат той има победа против Ларс Порсена и победа с триумф през втория си консулат против сабините.